# Bohanek Miklós
Bohanek Miklós (Budapest, 1951. január 18. – Budapest, 2013. augusztus 19.) fotós, a Szabad Föld hetilap fotóriportere.
Apja, id. Bohanek Miklós szintén fotós, a Képes Újság fotóriportere, anyja Székács Gizella könyvelő volt. Érettségi után egy családi ismerőssel történt véletlen találkozás sarkallta arra, hogy fotós legyen. A Magyar Újságíró Szövetség (MÚOSZ) újságíró iskoláját elvégezve, először a Honvédelmi Minisztérium lapjához, a Lobogóhoz került, majd 1972-ben a Szabad Földhöz, ahol haláláig, több mint négy évtizeden keresztül fotókon dokumentálta a magyar vidéki életet. Az összes magyar településen megfordult. Számos sajtófotódíj nyertese. Számtalan könyv- és fotóillusztráció szerzője.